# Кулинеика
Кулинеика (грч. Κουλιναίικα) је насељено место у општини Пеонија у периферији Средишња Македонија, Грчка. Према попису из 2021. године било је без становника.
После Грчког грађанског рата подигнуто је сточарско насеље где су смештени Каракачани сточари из рода Кулинеите, чије име носи насеље. На попису из 1961. године било је 117 становника.